# Elecciones legislativas de Rumania de 2020
Las elecciones legislativas se celebraron en Rumanía el 6 de diciembre de 2020 para elegir a los 136 miembros del Senado y a los 330 miembros constituyentes de la Cámara de Diputados.

## Sistema electoral
Los 329 miembros de la Cámara de Diputados son elegidos por varios métodos: 308 son elegidos en 42 distritos plurinominales basados en condados y Bucarest, usando representación proporcional, cuatro son elegidos usando representación proporcional de un distrito que representa a los rumanos que viven en el extranjero. Los partidos deben pasar un umbral del 5% del voto nacional o al menos el 20% del voto en cuatro distritos electorales. Se pueden agregar más escaños (actualmente 17) para los grupos de las minorías étnicas que compiten en las elecciones y pasan un umbral especial (más bajo) (calculado como el 10% de los votos necesarios para obtener uno de los 312 escaños regulares).
Los 136 miembros del Senado también se eligen utilizando la representación proporcional por lista de partidos, pero en 43 distritos electorales basados en los 41 condados (un total de 121 escaños), Bucarest (13 escaños) y uno para rumanos que viven en el extranjero (dos escaños).

## Gobierno
La elección anterior condujo a una gran victoria para el Partido Socialdemócrata (PSD) de Liviu Dragnea, aunque no alcanzó la mayoría absoluta. Hizo un acuerdo de coalición con la Alianza de los Liberales y Demócratas (ALDE), formando el Gabinete de Grindeanu en enero de 2017. Sin embargo, no duró mucho y fue reemplazado por el Gabinete de Tudose en junio de 2017, que tampoco duró. El Gabinete de Dăncilă asumió el cargo en enero de 2018 y pero fue derribado por una moción de censura en octubre de 2019, siendo posteriormente reemplazado por el Gabinete minoritario de Ludivic Orban del Partido Nacional Liberal (PNL) en noviembre de 2019. El Gabinete de Orban fue destituido por moción de censura el 5 de febrero de 2020, pero asumió nuevamente el cargo el 14 de marzo de 2020.

## Período anterior a la campaña
Se espera que las elecciones se celebren el 6 de diciembre de 2020 según lo decidido por el gobierno. El 30 de septiembre de 2020, el presidente de la Alianza de los Liberales y Demócratas (ALDE), Călin Popescu-Tăriceanu propuso en Facebook que las elecciones se pospusieran hasta marzo de 2021. El 2 de octubre de 2020, el exdiputado de la Unión Salvar Rumanía (USR) Adrian Dohotaru presentó un proyecto de ley al Senado, proponiendo que las elecciones se celebran el 14 de marzo de 2021, con el apoyo parlamentario del Partido Socialdemócrata (PSD). El 7 de octubre de 2020, el primer vicepresidente del PSD, Sorin Grindeanu, afirmó que, si las elecciones se llevaran a cabo según lo programado por el gobierno, el 6 de diciembre, habría un aumento en los casos de COVID-19. El 8 de octubre, Călin Popescu-Tăriceanu y Victor Ponta anunciaron en una conferencia de prensa que sus partidos se presentarán a las elecciones en una lista compartida, fusionándose bajo un solo nombre de partido: Social-Liberal PRO Rumania (en rumano: PRO România Social-Liberal).
Marcel Ciolacu, presidente del Partido Socialdemócrata (PSD) anunció el 15 de octubre que el representante de la Organización Mundial de la Salud en Rumanía, Alexandru Rafila, se había incorporado al equipo de candidatos del partido para las elecciones parlamentarias. Abrirá la lista de diputados de la circunscripción de Bucarest, mientras que Gabriela Firea abrirá la lista de senadores de la misma circunscripción.

## Encuestas de opinión
|                                 | | | | | | | | | | | | | |
| Fecha                           | Encuestadora                                                                                                  | Muestra | PSD | PNL | USR | PLUS | UDMR | PRO | ALDE | PMP | AUR | Otros | Ventaja |
| Fecha                           | Encuestadora                                                                                                  | Muestra | | | | | | | | | | Otros | Ventaja |
| 6 Dic 2020                      | PNL | | 27.0 | 30.0 | 23.0 | 23.0 | 5.5 | 4.2 | 4.2 | 3.0 | 6.5 | – | 3.0 |
| 3 Dic 2020                      | Político | | 28 | 31 | 16 | 16 | 4 | 7 | 7 | 3 | – | – | 3 |
| 2–3 Dic 2020                    | IRES | 1,067 | 35 | 32 | 16 | 16 | 3 | 7 | 7 | 3 | 3 | 1 | 3 |
| 1 Dic 2020                      | PMP | | 31 | 28 | 21 | 21 | 6 | 5 | 5 | 6 | 2 | 1 | 3 |
| 30 Nov 2020                     | PRO | | 22.0 | 31.0 | 17.0 | 17.0 | 5.0 | 7.8 | 7.8 | 3.0 | – | 14.2 | 9.0 |
| 28–29 Nov 2020                  | Sociopol | 1,033 | 28 | 29 | 13 | 13 | 6 | 6 | 6 | 3 | 7 | 8 | 1 |
| 22–28 Nov 2020                  | IRSOP | 1,004 | 30 | 33 | 17 | 17 | 5 | 7 | 7 | 3 | – | 5 | 3 |
| 6–27 Nov 2020                   | IMAS | 1,010 | 23.6 | 28.5 | 18.0 | 18.0 | 4.7 | 9.5 | 3.3 | 4.6 | – | 7.8 | 4.9 |
| 20–25 Nov 2020                  | Verifield (enlace roto disponible en Internet Archive; véase el historial, la primera versión y la última).   | 1,100 | 22.0 | 31.3 | 17.0 | 17.0 | 5.4 | 9.3 | 9.3 | 4.8 | – | 10.2 | 9.3 |
| 1–10 Nov 2020                   | CURS | 1,067 | 29 | 32 | 16 | 16 | 5 | 6 | 6 | 7 | – | – | 3 |
| 9 Nov 2020                      | PNL | | 27.0 | 32.0 | 21.0 | 21.0 | 6.0 | 5.0 | 5.0 | 6.0 | – | 3.0 | 5.0 |
| 25–30 Oct 2020                  | BCS | 1,482 | 28.6 | 32.2 | 17.6 | 17.6 | 4.8 | 5.2 | 5.2 | 7.4 | – | 4.2 | 3.6 |
| 7–28 Oct 2020                   | IMAS | 1,010 | 21.7 | 32.6 | 20.4 | 20.4 | 5.1 | 8.9 | 2.5 | 4.8 | – | 4.3 | 10.9 |
| 9–17 Oct 2020                   | USR–PLUS | | 23 | 30 | 23 | 23 | 5 | 8 | 8 | 5 | – | 6 | 7 |
| 8–11 Oct 2020                   | CURS | 800 | 31 | 32 | 12 | 12 | 5 | 6 | 3 | 6 | – | 5 | 1 |
| 8 Oct 2020                      | ALDE se integra dentro de PRO Romania                                                                         | ALDE se integra dentro de PRO Romania                                                                         | ALDE se integra dentro de PRO Romania                                                                         | ALDE se integra dentro de PRO Romania                                                                         | ALDE se integra dentro de PRO Romania                                                                         | ALDE se integra dentro de PRO Romania                                                                         | ALDE se integra dentro de PRO Romania                                                                         | ALDE se integra dentro de PRO Romania                                                                         | ALDE se integra dentro de PRO Romania                                                                         | ALDE se integra dentro de PRO Romania                                                                         | ALDE se integra dentro de PRO Romania                                                                         | ALDE se integra dentro de PRO Romania                                                                         | ALDE se integra dentro de PRO Romania                                                                         |
| 27 Sep 2020                     | Elecciones locales                                                                                            | Elecciones locales                                                                                            | Elecciones locales                                                                                            | Elecciones locales                                                                                            | Elecciones locales                                                                                            | Elecciones locales                                                                                            | Elecciones locales                                                                                            | Elecciones locales                                                                                            | Elecciones locales                                                                                            | Elecciones locales                                                                                            | Elecciones locales                                                                                            | Elecciones locales                                                                                            | Elecciones locales                                                                                            |
| 7–23 Sep 2020                   | IMAS | 1,010 | 19.6 | 34.7 | 17 | 17 | 5.3 | 9.5 | 3 | 4.5 | – | 6.4 | 15.1 |
| 6–26 Aug 2020                   | IMAS | 1,010 | 20.8 | 33.6 | 18.3 | 18.3 | 5.7 | 10.6 | 2.4 | 4.1 | - | 4.6 | 12.8 |
| 15 Ago 2020                     | USR y PLUS forman una alianza                                                                                 | USR y PLUS forman una alianza                                                                                 | USR y PLUS forman una alianza                                                                                 | USR y PLUS forman una alianza                                                                                 | USR y PLUS forman una alianza                                                                                 | USR y PLUS forman una alianza                                                                                 | USR y PLUS forman una alianza                                                                                 | USR y PLUS forman una alianza                                                                                 | USR y PLUS forman una alianza                                                                                 | USR y PLUS forman una alianza                                                                                 | USR y PLUS forman una alianza                                                                                 | USR y PLUS forman una alianza                                                                                 | USR y PLUS forman una alianza                                                                                 |
| 29 Jul–5 Ago 2020               | CURS | 1,100 | 28 | 31 | 14 | 14 | 4 | 7 | 5 | 5 | - | 6 | 3 |
| 10–29 Jul 2020                  | IMAS | 1,010 | 23.4 | 33.4 | 17.2 | 17.2 | 5.6 | 9.7 | 3.4 | 3.9 | - | 3.4 | 10 |
| 19–30 Jun 2020                  | CURS | 1,100 | 28 | 32 | 16 | 16 | 5 | 7 | 5 | 5 | - | 2 | 4 |
| 5–27 Jun 2020                   | IMAS | 1,010 | 21.9 | 33.0 | 12.3 | 5.8 | 3.4 | 11.2 | 3.7 | 4.7 | - | 4 | 11.1 |
| 8–27 de mayo de 2020            | IMAS | 1,010 | 23.0 | 32.6 | 11.6 | 5.1 | 5.1 | 11.2 | 4.2 | 3.7 | - | 3.1 | 9.6 |
| 15–26 de mayo de 2020           | Avangarde | 1,000 | 29 | 35 | 13 | 13 | 5 | 6 | 4 | 4 | - | 4 | 6 |
| 21 de mayo de 2020              | PSD | | 27 | 35 | 16 | 2 | 4 | 8 | 4 | - | 4 | – | 8 |
| 15–20 de mayo de 2020           | INSCOP | 1,132 | 25.8 | 38.5 | 10.2 | 10.2 | 6.0 | 9.4 | 3.6 | 3.5 | - | 2.9 | 12.7 |
| 1–7 de mayo de 2020             | BCS | 1,545 | 22.5 | 33.0 | 22.0 | 22.0 | 5.3 | 5.1 | 1.4 | 6.5 | - | 4.3 | 10.5 |
| 6–24 Abr 2020                   | IMAS | 1,010 | 24.8 | 33.0 | 10.8 | 5.1 | 5.5 | 8.2 | 4.4 | 3.4 | - | 4.8 | 8.2 |
| 1–15 Abr 2020                   | BCS | 1,008 | 22.9 | 31.3 | 19.9 | 19.9 | 3.6 | 8.8 | 2.5 | 6.7 | - | 4.2 | 8.4 |
| 5–26 Mar 2020                   | IMAS | | 23.9 | 36.7 | 12.5 | 6.5 | 4.5 | 5.8 | 3.5 | 3.5 | - | 3.0 | 12.8 |
| 11–28 Feb 2020                  | IMAS | 1,010 | 25.8 | 40.7 | 10.0 | 3.5 | 4.4 | 4.6 | 4.3 | 3.6 | - | 3.1 | 14.9 |
| 13–31 Ene 2020                  | IMAS | 1,007 | 20.6 | 47.4 | 12.4 | 3.4 | 4.7 | 3.8 | 3.2 | 1.8 | - | 2.7 | 26.8 |
| 20–30 Ene 2020                  | CURS | 1,229 | 26 | 37 | 14 | 14 | 5 | 6 | 4 | 4 | - | 1 | 11 |
| 13–18 Dic 2019                  | Sociopol | 1,000 | 23 | 47 | 13 | 13 | 4 | 5 | 2 | 3 | - | 3 | 24 |
| 4–18 Dic 2019                   | IMAS | 1,011 | 18.5 | 45.0 | 11.5 | 3.5 | 5.0 | 6.4 | 3.5 | 3.0 | - | 4.6 | 26.5 |
| 12–17 Dic 2019                  | CURS | 1,067 | 31 | 35 | 14 | 14 | 4 | 6 | 4 | 5 | - | 1 | 4 |
| 11–27 Nov 2019                  | IMAS | 1,011 | 21.3 | 39.0 | 12.6 | 5.6 | 4.2 | 6.4 | 3.3 | 2.9 | - | 4.7 | 17.7 |
| 24 Nov 2019                     | Iohannis es reelecto Presidente de Rumania con el 66.09% del voto en segunda vuelta                           | Iohannis es reelecto Presidente de Rumania con el 66.09% del voto en segunda vuelta                           | Iohannis es reelecto Presidente de Rumania con el 66.09% del voto en segunda vuelta                           | Iohannis es reelecto Presidente de Rumania con el 66.09% del voto en segunda vuelta                           | Iohannis es reelecto Presidente de Rumania con el 66.09% del voto en segunda vuelta                           | Iohannis es reelecto Presidente de Rumania con el 66.09% del voto en segunda vuelta                           | Iohannis es reelecto Presidente de Rumania con el 66.09% del voto en segunda vuelta                           | Iohannis es reelecto Presidente de Rumania con el 66.09% del voto en segunda vuelta                           | Iohannis es reelecto Presidente de Rumania con el 66.09% del voto en segunda vuelta                           | Iohannis es reelecto Presidente de Rumania con el 66.09% del voto en segunda vuelta                           | Iohannis es reelecto Presidente de Rumania con el 66.09% del voto en segunda vuelta                           | Iohannis es reelecto Presidente de Rumania con el 66.09% del voto en segunda vuelta                           | Iohannis es reelecto Presidente de Rumania con el 66.09% del voto en segunda vuelta                           |
| 25 Oct–3 Nov 2019               | USR | 1,225 | 24.0 | 38.2 | 20.0 | 20.0 | 4.5 | 4.8 | – | 4.3 | - | 4.2 | 14.2 |
| 8–28 Oct 2019                   | IMAS | 1,010 | 21.2 | 29.6 | 16.4 | 5.6 | 5.5 | 10.7 | 4.3 | 3.4 | - | 4.4 | 8.4 |
| 15–23 Oct 2019                  | USR | | 24.9 | 36.8 | 19.9 | 19.9 | 4.0 | 6.5 | – | 4.0 | - | 3.9 | 11.9 |
| 12–19 Oct 2019                  | BCS | 1,117 | 23.8 | 36.3 | 16.8 | 16.8 | 5.7 | 5.6 | 3.3 | 5.6 | - | 2.9 | 12.5 |
| 10 Oct 2019                     | Dăncilă es derrocada como Primer Ministro tras un voto de censura del parlamento.                             | Dăncilă es derrocada como Primer Ministro tras un voto de censura del parlamento.                             | Dăncilă es derrocada como Primer Ministro tras un voto de censura del parlamento.                             | Dăncilă es derrocada como Primer Ministro tras un voto de censura del parlamento.                             | Dăncilă es derrocada como Primer Ministro tras un voto de censura del parlamento.                             | Dăncilă es derrocada como Primer Ministro tras un voto de censura del parlamento.                             | Dăncilă es derrocada como Primer Ministro tras un voto de censura del parlamento.                             | Dăncilă es derrocada como Primer Ministro tras un voto de censura del parlamento.                             | Dăncilă es derrocada como Primer Ministro tras un voto de censura del parlamento.                             | Dăncilă es derrocada como Primer Ministro tras un voto de censura del parlamento.                             | Dăncilă es derrocada como Primer Ministro tras un voto de censura del parlamento.                             | Dăncilă es derrocada como Primer Ministro tras un voto de censura del parlamento.                             | Dăncilă es derrocada como Primer Ministro tras un voto de censura del parlamento.                             |
| 9–28 Sep 2019                   | IMAS | 1,010 | 19.5 | 27.7 | 17.9 | 5.2 | 5.3 | 9.1 | 6.2 | 3.3 | - | 5.3 | 8.2 |
| 3–24 Sep 2019                   | USR | 1,500 | 25.3 | 36.8 | 21.2 | 21.2 | 2.9 | 5.6 | – | 3.2 | - | 5.2 | 11.5 |
| 16–20 Sep 2019                  | Socio-Data | 1,070 | 25 | 28 | 22 | 22 | 5 | 9 | 4 | 5 | - | 2 | 3 |
| 9–13 Sep 2019                   | Socio-Data | 1,070 | 26 | 32 | 22 | 22 | 4 | 6 | 5 | 3 | - | 2 | 6 |
| 2–6 Sep 2019                    | Socio-Data | 1,070 | 24 | 32 | 21 | 21 | 4 | 9 | 3 | 5 | - | 2 | 8 |
| 26–30 Ago 2019                  | Socio-Data | 1,070 | 22 | 26 | 24 | 24 | 4 | 10 | 6 | 5 | - | 3 | 2 |
| 19–31 Ago 2019                  | Sociopol | 1,001 | 20 | 35 | 16 | 16 | 3 | 11 | 5 | 5 | - | 5 | 15 |
| 26–30 Ago 2019                  | Verifield | 1,000 | 25 | 28 | 23 | 23 | 4 | 8 | 6 | 2 | - | 4 | 3 |
| 5–28 Ago 2019                   | IMAS | 1,010 | 17.9 | 28.4 | 19.8 | 5.5 | 4.6 | 8.7 | 7.4 | 2.9 | - | 4.8 | 8.6 |
| 19 Jul–5 Ago 2019               | CURS | 1,600 | 24 | 31 | 20 | 20 | 4 | 7 | 8 | 5 | - | 1 | 7 |
| 15 Jul–2 Ago 2019               | IMAS | 1,010 | 19.4 | 25.5 | 21.4 | 6.0 | 4.2 | 9.0 | 7.3 | 2.9 | - | 4.2 | 4.1 |
| 17–23 Jul 2019                  | BCS | 1,128 | 25.4 | 34.2 | 18.6 | 18.6 | 4.6 | 4.8 | 5.7 | 5.5 | - | 1.1 | 8.8 |
| 28 Jun–8 Jul 2019               | CURS | 1,067 | 26 | 29 | 22 | 22 | 4 | 8 | 5 | 4 | - | 2 | 3 |
| 7–26 Jun 2019                   | IMAS | 1,010 | 18.9 | 27.5 | 17.6 | 7.6 | 2.5 | 9.8 | 8.5 | 3.7 | - | 3.8 | 8.6 |
| 27 de mayo de 2019              | Liviu Dragnea, líder del PSD, es condenado a prisión durante 3 años y medio                                   | Liviu Dragnea, líder del PSD, es condenado a prisión durante 3 años y medio                                   | Liviu Dragnea, líder del PSD, es condenado a prisión durante 3 años y medio                                   | Liviu Dragnea, líder del PSD, es condenado a prisión durante 3 años y medio                                   | Liviu Dragnea, líder del PSD, es condenado a prisión durante 3 años y medio                                   | Liviu Dragnea, líder del PSD, es condenado a prisión durante 3 años y medio                                   | Liviu Dragnea, líder del PSD, es condenado a prisión durante 3 años y medio                                   | Liviu Dragnea, líder del PSD, es condenado a prisión durante 3 años y medio                                   | Liviu Dragnea, líder del PSD, es condenado a prisión durante 3 años y medio                                   | Liviu Dragnea, líder del PSD, es condenado a prisión durante 3 años y medio                                   | Liviu Dragnea, líder del PSD, es condenado a prisión durante 3 años y medio                                   | Liviu Dragnea, líder del PSD, es condenado a prisión durante 3 años y medio                                   | Liviu Dragnea, líder del PSD, es condenado a prisión durante 3 años y medio                                   |
| 26 de mayo de 2019              | Elecciones Europeas                                                                                           | Elecciones Europeas                                                                                           | 22.5 | 27.0 | 22.4 | 22.4 | 5.3 | 6.4 | 4.1 | 5.8 | - | 6.5 | 4.5 |
| 2–20 de mayo de 2019            | IMAS | 1,010 | 21.4 | 29.3 | 14.4 | 6.3 | 3.3 | 8.0 | 10.2 | 5.5 | - | 1.7 | 7.9 |
| 5–28 Abr 2019                   | CURS | 1,500 | 32 | 25 | 12 | 12 | 5 | 9 | 10 | 5 | - | 2 | 7 |
| 12–25 Mar 2019                  | CURS | 1,067 | 31 | 23 | 13 | 13 | 5 | 8 | 10 | 6 | - | 4 | 8 |
| 1–21 Feb 2019                   | IMAS | 1,010 | 23.4 | 23.6 | 10.5 | 8.0 | 5.0 | 11.1 | 12.4 | 3.5 | - | 2.5 | 0.2 |
| 21 Ene–6 Feb 2019               | CURS | 1,067 | 31 | 21 | 9 | 4 | 5 | 8 | 10 | 5 | - | 7 | 10 |
| 28 Ene–4 Feb 2019               | Sociopol | 1,003 | 33 | 20 | 9 | 6 | 4 | 8 | 11 | 2 | - | 7 | 13 |
| 11–30 Ene 2019                  | IMAS | 1,011 | 25.3 | 22.1 | 11.0 | 8.9 | 4.4 | 8.1 | 13.4 | 3.8 | - | 3.2 | 3.2 |
| 12–20 Ene 2019                  | BCS | | 23.0 | 23.7 | 6.5 | 8.1 | 4.8 | 10.7 | 8.1 | 9.3 | - | 5.8 | 0.7 |
| Ene 2019                        | PNL | 26,000 | 30.2 | 27.0 | 10.2 | 5.0 | 5.0 | 5.5 | 11.6 | 4.2 | - | 1.3 | 3.2 |
| 4–20 Dec 2018                   | IMAS | 1,010 | 25.2 | 26.1 | 11.5 | 8.1 | 4.6 | 6.2 | 9.6 | 2.5 | - | 6.2 | 0.9 |
| 24 Nov–9 Dic 2018               | CURS | 1,067 | 33 | 20 | 7 | 5 | 6 | 9 | 9 | 5 | - | 6 | 13 |
| Nov 2018                        | IMAS | 1,010 | 24.9 | 23.3 | 14.8 | 8.2 | 5.8 | – | 11.7 | 2.1 | - | 9.2 | 1.6 |
| Oct 2018                        | IMAS | | 27.6 | 21.9 | 13.1 | 9.6 | 4.7 | – | 10.6 | 4.1 | - | 8.4 | 5.7 |
| 3–4 Oct 2018                    | Sociopol | 873 | 38 | 23 | 6 | 5 | 4 | 5 | 10 | 1 | - | 8 | 15 |
| 20 Sep – 1 Oct 2018             | CURS | 1,067 | 37 | 22 | 8 | 5 | 5 | 6 | 9 | 5 | - | 3 | 15 |
| Sep 2018                        | IMAS | | 28.1 | 27.1 | 9.5 | 10.1 | 5.6 | – | 11.4 | 2.7 | - | 5.5 | 1.0 |
| 22–27 Sep 2018                  | Sociopol | 1,004 | 34 | 20 | 10 | 4 | 4 | 7 | 11 | 2 | - | 8 | 16 |
| 7–20 Ago 2018                   | Sociopol | 1,005 | 35 | 19 | 13 | 4 | 4 | 3 | 10 | 3 | - | 5 | 16 |
| Jul 2018                        | IRI | | 26 | 24 | 7 | 5 | 1 | – | 6 | 3 | - | 28 | 2 |
| Jun 2018                        | IMAS | 1,200 | 28.4 | 29.2 | 11.3 | 8.0 | 5.0 | – | 8.6 | 2.8 | - | 6.7 | 0.8 |
| 23 Jun – 1 Jul 2018             | CURS | 1,067 | 37 | 24 | 7 | 5 | 5 | 5 | 8 | 4 | - | 4 | 13 |
| 22–26 Jun 2018                  | Sociopol | 917 | 41 | 20 | 7 | 7 | 4 | 5 | 12 | 1 | - | 3 | 21 |
| 28 May – 8 Jun 2018             | Sociopol | 1,003 | 40 | 18 | 9 | 8 | 5 | 3 | 7 | 1 | - | 9 | 22 |
| 27 de abril – 8 de mayo de 2018 | CURS | 1,067 | 39 | 25 | 6 | 3 | 6 | 3 | 8 | 5 | - | 5 | 14 |
| Mar 2018                        | CURS | | 39 | 27 | 7 | – | – | – | 12 | 5 | - | 10 | 12 |
| 27 Feb – 5 Mar 2018             | Sociopol | 1,000 | 34 | 33 | 12 | – | 6 | – | 5 | 5 | - | 5 | 1 |
| 20 Feb 2018                     | Se funda Pro Romania, una escisión del PSD.                                                                   | Se funda Pro Romania, una escisión del PSD.                                                                   | Se funda Pro Romania, una escisión del PSD.                                                                   | Se funda Pro Romania, una escisión del PSD.                                                                   | Se funda Pro Romania, una escisión del PSD.                                                                   | Se funda Pro Romania, una escisión del PSD.                                                                   | Se funda Pro Romania, una escisión del PSD.                                                                   | Se funda Pro Romania, una escisión del PSD.                                                                   | Se funda Pro Romania, una escisión del PSD.                                                                   | Se funda Pro Romania, una escisión del PSD.                                                                   | Se funda Pro Romania, una escisión del PSD.                                                                   | Se funda Pro Romania, una escisión del PSD.                                                                   | Se funda Pro Romania, una escisión del PSD.                                                                   |
| Feb 2018                        | IMAS | 1,010 | 28.6 | 29.4 | 11.2 | – | 6.0 | – | 10.6 | 4.6 | - | 9.6 | 0.8 |
| 29 Ene 2018                     | El Gabinete de Dăncilă asume el cargo, con la confianza de UDMR y otros diputados de minorías nacionales.     | El Gabinete de Dăncilă asume el cargo, con la confianza de UDMR y otros diputados de minorías nacionales.     | El Gabinete de Dăncilă asume el cargo, con la confianza de UDMR y otros diputados de minorías nacionales.     | El Gabinete de Dăncilă asume el cargo, con la confianza de UDMR y otros diputados de minorías nacionales.     | El Gabinete de Dăncilă asume el cargo, con la confianza de UDMR y otros diputados de minorías nacionales.     | El Gabinete de Dăncilă asume el cargo, con la confianza de UDMR y otros diputados de minorías nacionales.     | El Gabinete de Dăncilă asume el cargo, con la confianza de UDMR y otros diputados de minorías nacionales.     | El Gabinete de Dăncilă asume el cargo, con la confianza de UDMR y otros diputados de minorías nacionales.     | El Gabinete de Dăncilă asume el cargo, con la confianza de UDMR y otros diputados de minorías nacionales.     | El Gabinete de Dăncilă asume el cargo, con la confianza de UDMR y otros diputados de minorías nacionales.     | El Gabinete de Dăncilă asume el cargo, con la confianza de UDMR y otros diputados de minorías nacionales.     | El Gabinete de Dăncilă asume el cargo, con la confianza de UDMR y otros diputados de minorías nacionales.     | El Gabinete de Dăncilă asume el cargo, con la confianza de UDMR y otros diputados de minorías nacionales.     |
| 16 Ene 2018                     | El Primer Ministro Tudose dimite, seguido de otros ministros.                                                 | El Primer Ministro Tudose dimite, seguido de otros ministros.                                                 | El Primer Ministro Tudose dimite, seguido de otros ministros.                                                 | El Primer Ministro Tudose dimite, seguido de otros ministros.                                                 | El Primer Ministro Tudose dimite, seguido de otros ministros.                                                 | El Primer Ministro Tudose dimite, seguido de otros ministros.                                                 | El Primer Ministro Tudose dimite, seguido de otros ministros.                                                 | El Primer Ministro Tudose dimite, seguido de otros ministros.                                                 | El Primer Ministro Tudose dimite, seguido de otros ministros.                                                 | El Primer Ministro Tudose dimite, seguido de otros ministros.                                                 | El Primer Ministro Tudose dimite, seguido de otros ministros.                                                 | El Primer Ministro Tudose dimite, seguido de otros ministros.                                                 | El Primer Ministro Tudose dimite, seguido de otros ministros.                                                 |
| 3–10 Ene 2018                   | CURS | 1,068 | 42 | 27 | 5 | 2 | 6 | 2 | 9 | 5 | - | 6 | 15 |
| 24 Nov – 7 Dic 2017             | Avangarde | 700 | 46 | 23 | 5 | – | 5 | – | 13 | 4 | - | 4 | 23 |
| Nov 2017                        | CURS | 1,067 | 43 | 27 | 5 | – | 6 | – | 9 | 6 | - | 4 | 16 |
| Sep 2017                        | IMAS | 1,000 | 38.8 | 30.9 | 6.8 | – | 5.0 | – | 8.1 | 3.0 | - | 7.4 | 7.9 |
| 22 Sep – 5 Oct 2017             | Sociopol | | 61 | 24 | 2 | – | 3 | – | 4 | 3 | - | 3 | 37 |
| 28 Ago – 14 Sep 2017            | Sociopol | 1,005 | 51 | 27 | 7 | – | 4 | – | 6 | 3 | - | 2 | 24 |
| 11–23 Ago 2017                  | Avangarde | 710 | 46 | 25 | 6 | – | 5 | – | 7 | 4 | - | 7 | 21 |
| 14–29 Jun 2017                  | Dimiten los ministros. Se aprueba una moción de censura con el apoyo de PSD. Se juramenta el Gabinete Tudose. | Dimiten los ministros. Se aprueba una moción de censura con el apoyo de PSD. Se juramenta el Gabinete Tudose. | Dimiten los ministros. Se aprueba una moción de censura con el apoyo de PSD. Se juramenta el Gabinete Tudose. | Dimiten los ministros. Se aprueba una moción de censura con el apoyo de PSD. Se juramenta el Gabinete Tudose. | Dimiten los ministros. Se aprueba una moción de censura con el apoyo de PSD. Se juramenta el Gabinete Tudose. | Dimiten los ministros. Se aprueba una moción de censura con el apoyo de PSD. Se juramenta el Gabinete Tudose. | Dimiten los ministros. Se aprueba una moción de censura con el apoyo de PSD. Se juramenta el Gabinete Tudose. | Dimiten los ministros. Se aprueba una moción de censura con el apoyo de PSD. Se juramenta el Gabinete Tudose. | Dimiten los ministros. Se aprueba una moción de censura con el apoyo de PSD. Se juramenta el Gabinete Tudose. | Dimiten los ministros. Se aprueba una moción de censura con el apoyo de PSD. Se juramenta el Gabinete Tudose. | Dimiten los ministros. Se aprueba una moción de censura con el apoyo de PSD. Se juramenta el Gabinete Tudose. | Dimiten los ministros. Se aprueba una moción de censura con el apoyo de PSD. Se juramenta el Gabinete Tudose. | Dimiten los ministros. Se aprueba una moción de censura con el apoyo de PSD. Se juramenta el Gabinete Tudose. |
| 15–22 Jun 2017                  | Avangarde | 781 | 46 | 30 | 9 | – | 3 | – | 6 | 5 | - | 1 | 16 |
| Abr 2017                        | IMAS | | 40.6 | 25.4 | 8.2 | – | – | – | 8.5 | – | – | - | 15.2 |
| 6–14 Mar 2017                   | Sociopol | 1,007 | 47 | 21 | 12 | – | 5 | – | 6 | 3 | - | 6 | 26 |
| Ene 2017                        | IMAS | | 49.0 | 20.7 | 8.3 | – | – | – | - | 6.8 | – | – | 28.3 |
| 18 Ene – 5 Mar 2017             | Las protestas obligan al gobierno a retirar algunas de sus políticas propuestas                               | Las protestas obligan al gobierno a retirar algunas de sus políticas propuestas                               | Las protestas obligan al gobierno a retirar algunas de sus políticas propuestas                               | Las protestas obligan al gobierno a retirar algunas de sus políticas propuestas                               | Las protestas obligan al gobierno a retirar algunas de sus políticas propuestas                               | Las protestas obligan al gobierno a retirar algunas de sus políticas propuestas                               | Las protestas obligan al gobierno a retirar algunas de sus políticas propuestas                               | Las protestas obligan al gobierno a retirar algunas de sus políticas propuestas                               | Las protestas obligan al gobierno a retirar algunas de sus políticas propuestas                               | Las protestas obligan al gobierno a retirar algunas de sus políticas propuestas                               | Las protestas obligan al gobierno a retirar algunas de sus políticas propuestas                               | Las protestas obligan al gobierno a retirar algunas de sus políticas propuestas                               | Las protestas obligan al gobierno a retirar algunas de sus políticas propuestas                               |
| 4 Ene 2017                      | La coalición PSD-ALDE del Gabinete Grindeanu asume el cargo                                                   | La coalición PSD-ALDE del Gabinete Grindeanu asume el cargo                                                   | La coalición PSD-ALDE del Gabinete Grindeanu asume el cargo                                                   | La coalición PSD-ALDE del Gabinete Grindeanu asume el cargo                                                   | La coalición PSD-ALDE del Gabinete Grindeanu asume el cargo                                                   | La coalición PSD-ALDE del Gabinete Grindeanu asume el cargo                                                   | La coalición PSD-ALDE del Gabinete Grindeanu asume el cargo                                                   | La coalición PSD-ALDE del Gabinete Grindeanu asume el cargo                                                   | La coalición PSD-ALDE del Gabinete Grindeanu asume el cargo                                                   | La coalición PSD-ALDE del Gabinete Grindeanu asume el cargo                                                   | La coalición PSD-ALDE del Gabinete Grindeanu asume el cargo                                                   | La coalición PSD-ALDE del Gabinete Grindeanu asume el cargo                                                   | La coalición PSD-ALDE del Gabinete Grindeanu asume el cargo                                                   |
| 11 Dic 2016                     | Elecciones 2016                                                                                               | Elecciones 2016                                                                                               | 45.5 154 | 20.0 69 | 8.9 30 | – | 6.2 21 | – | 5.6 20 | 5.4 18 | 6.3 — | - | 25.5 |

## Resultados

### Cámara de Diputados
| Partido                     | Partido                                                     | Votos      | %     | Escaños | +/–   |
| --------------------------- | ----------------------------------------------------------- | ---------- | ----- | ------- | ----- |
|                             | Partido Socialdemócrata                                     | 1.705.777  | 28,90 | 110     | -44   |
|                             | Partido Nacional Liberal                                    | 1.486.401  | 25,19 | 93      | +24   |
|                             | Unión Salvar Rumania-Partido Libertad, Unidad y Solidaridad | 906.962    | 15,37 | 55      | +25   |
|                             | Alianza para la Unión de los Rumanos                        | 535.828    | 9,08  | 33      | Nuevo |
|                             | Unión Democrática de Húngaros en Rumania                    | 339.030    | 5,74  | 21      | 0     |
|                             | Partido del Movimiento Popular                              | 284.501    | 4,82  | 0       | -18   |
|                             | PRO Rumania Social Liberal                                  | 241.267    | 4,09  | 0       | -20   |
|                             | Partido Ecologista Rumano                                   | 65.807     | 1,12  | 0       | 0     |
|                             | Partido del Poder Humanista (Social Liberal)                | 59.465     | 1,01  | 0       | 0     |
|                             | Partido de la Gran Rumanía                                  | 32.654     | 0,55  | 0       | 0     |
|                             | Alianza del Renacimiento Nacional                           | 21.662     | 0,37  | 0       | Nuevo |
|                             | Partido Verde                                               | 20.614     | 0,35  | 0       | 0     |
|                             | Partido Socialista Rumano                                   | 19.693     | 0,33  | 0       | 0     |
|                             | Partido de los Gitanos                                      | 14.523     | 0,25  | 1       | 0     |
|                             | Partido de la Nueva Rumania                                 | 14.089     | 0,24  | 0       | 0     |
|                             | Liga de Albanos de Rumanía                                  | 9.029      | 0,15  | 0       | 0     |
|                             | Foro Democrático de los Alemanes en Rumania                 | 7.582      | 0,13  | 1       | 0     |
|                             | Asociación de Macedonios en Rumania                         | 7.144      | 0,12  | 1       | 0     |
|                             | Unión Helénica de Rumanía                                   | 6.096      | 0,10  | 1       | 0     |
|                             | Unión de los Ucranianos en Rumanía                          | 5.457      | 0,09  | 1       | 0     |
|                             | Unión de los Ucranianos en Rumanía                          | 5.457      | 0,09  | 1       | 0     |
|                             | Unión Democrática de Eslovacos y Checos en Rumania          | 5.386      | 0,09  | 1       | 0     |
|                             | Comunidad de los Rusos Lipovanos                            | 5.146      | 0,09  | 1       | 0     |
|                             | Unión Búlgara de Banat – Rumania                            | 4.853      | 0,08  | 1       | 0     |
|                             | Unión de Serbios de Rumania                                 | 4.691      | 0,08  | 1       | 0     |
|                             | Asociación de Italianos de Rumanía                          | 4.170      | 0,07  | 1       | 0     |
|                             | Unión de Armenios de Rumania                                | 3.820      | 0,06  | 1       | 0     |
|                             | Unión Cultural de Rutenos de Rumania                        | 3.779      | 0,06  | 1       | 0     |
|                             | Unión de Polacos de Rumania                                 | 3.750      | 0,06  | 1       | 0     |
|                             | Nueva Derecha                                               | 3.551      | 0,06  | 0       | 0     |
|                             | Unión Turca Democrática de Rumania                          | 3.539      | 0,06  | 1       | 0     |
|                             | Federación de Comunidades Judías de Rumania                 | 3.509      | 0,06  | 1       | 0     |
|                             | Unión de Croatas de Rumania                                 | 3.345      | 0,06  | 1       | 0     |
|                             | Unión Democrática de Tártaros Turco-Musulmanes              | 2.862      | 0,05  | 1       | 0     |
|                             | Partido Nacional Campesino Maniu-Mihalache                  | 2.727      | 0,05  | 0       | Nuevo |
|                             | M10                                                         | 2.005      | 0,03  | 0       | Nuevo |
|                             | Partido Socialdemócrata Obrero                              | 1.912      | 0,03  | 0       | Nuevo |
|                             | Partido de la Nación Rumana                                 | 1.752      | 0,03  | 0       | Nuevo |
|                             | Partido Reanudar Rumania                                    | 537        | 0,01  | 0       | Nuevo |
|                             | Bloque de la Unidad Nacional                                | 293        | 0,00  | 0       | 0     |
|                             | Fuerza Nacional                                             | 148        | 0,00  | 0       | Nuevo |
|                             | Independientes                                              | 56.346     | 0.95  | 0       | 0     |
| Votos nulos                 | Votos nulos                                                 | 155.859    | –     | –       | –     |
| Total                       | Total                                                       | 6.057.774  | 100   | 329     | –88   |
| Registrados / Participación | Registrados / Participación                                 | 18.964.642 | 31,94 | –       | –     |
| Fuente: BEC                 |                                                             |            |       |         |       |

### Senado
| Partido                     | Partido                                                     | Votos      | %     | Escaños | +/–   |
| --------------------------- | ----------------------------------------------------------- | ---------- | ----- | ------- | ----- |
|                             | Partido Socialdemócrata                                     | 1.732.276  | 29,32 | 47      | -20   |
|                             | Partido Nacional Liberal                                    | 1.511.225  | 25,58 | 41      | +11   |
|                             | Unión Salvar Rumania-Partido Libertad, Unidad y Solidaridad | 936.862    | 15,86 | 25      | +12   |
|                             | Alianza para la Unión de los Rumanos                        | 541.935    | 9,17  | 14      | Nuevo |
|                             | Unión Democrática de Húngaros en Rumania                    | 348.262    | 5,89  | 9       | 0     |
|                             | Partido del Movimiento Popular                              | 291.484    | 4,93  | 0       | -8    |
|                             | PRO Rumania Social Liberal                                  | 244.225    | 4,13  | 0       | -9    |
|                             | Partido Ecologista Rumano                                   | 78.654     | 1,33  | 0       | 0     |
|                             | Partido del Poder Humanista (Social Liberal)                | 70.536     | 1,19  | 0       | 0     |
|                             | Partido de la Gran Rumanía                                  | 38.474     | 0,65  | 0       | Nuevo |
|                             | Alianza del Renacimiento Nacional                           | 23.773     | 0,40  | 0       | Nuevo |
|                             | Partido Socialista Rumano                                   | 23.093     | 0,39  | 0       | 0     |
|                             | Partido Verde                                               | 23.085     | 0,39  | 0       | 0     |
|                             | Partido de la Nueva Rumania                                 | 19.516     | 0,33  | 0       | 0     |
|                             | Nueva Derecha                                               | 4.345      | 0,07  | 0       | 0     |
|                             | Partido Socialdemócrata Obrero                              | 3.855      | 0,07  | 0       | Nuevo |
|                             | Partido Nacional Campesino Maniu-Mihalache                  | 2.803      | 0,05  | 0       | Nuevo |
|                             | M10                                                         | 2.233      | 0,04  | 0       | Nuevo |
|                             | Partido de la Nación Rumana                                 | 2.061      | 0,03  | 0       | Nuevo |
|                             | Partido de los Comunistas                                   | 763        | 0,01  | 0       | Nuevo |
|                             | Partido Reanudar Rumania                                    | 753        | 0,01  | 0       | Nuevo |
|                             | Bloque de la Unidad Nacional                                | 410        | 0,01  | 0       | 0     |
|                             | Fuerza Nacional                                             | 268        | 0,00  | 0       | Nuevo |
|                             | Independientes                                              | 7.440      | 0.13  | 0       | 0     |
| Votos nulos                 | Votos nulos                                                 | 149.429    | –     | –       | –     |
| Total                       | Total                                                       | 6.057.760  | 100   | 136     | –40   |
| Registrados / Participación | Registrados / Participación                                 | 18.964.642 | 31,94 | –       | –     |
| Fuente: BEC                 |                                                             |            |       |         |       |

## Consecuencias
Tras las elecciones, el primer ministro Ludovic Orban presentó su dimisión debido a los resultados decepcionantes obtenidos por el PNL. El 18 de diciembre, el Partido Nacional Liberal (PNL), USR-PLUS y la Unión Democrática de Húngaros en Rumania (UDMR) anunciaron que habían llegado a un acuerdo de coalición y propusieron al ministro de Finanzas Florin Cîțu como primer ministro. El gobierno tiene dos vice primeros ministros (uno de USR-PLUS y uno de UDMR) y 18 ministerios, con 9 asignados para el PNL, 6 para USR-PLUS y 3 para la UDMR.
Cîțu fue nominado oficialmente como Primer Ministro el 22 de diciembre por el presidente Klaus Iohannis, y el 23 de diciembre el Parlamento ratificó su gabinete y tomó juramento esa misma noche.